# 朗赫斯特高原
79°23′S 156°20′E / 79.383°S 156.333°E
朗赫斯特高原（英語：Longhurst Plateau）是南極洲的高原，位於奧次地，處於朗赫斯特山以西，南面是達爾文冰川，東面是麥克利里冰川，長37公里、寬19公里，海拔高度2,200米，現時由南極條約體系管理。